# Велоспорт на літніх Олімпійських іграх 2016 — групова шосейна гонка (жінки)
Групова шосейна велогонка серед жінок на літніх Олімпійських іграх 2016 пройшла 7 серпня у Форті Копакабана (Ріо-де-Жанейро) і є однією з 18-ти дисциплін у програмі змагань з велоспорту.

## Призери
| Золото                            | Срібло                 | Бронза                       |
| Анна ван дер Брегген · Нідерланди | Емма Юханссон · Швеція | Еліза Лонго Боргіні · Італія |

## Траса
Довжина траси олімпійської шосейної гонки становить 141 км. Гонка розпочнеться у Форті Копакабана. Далі пелотон буде рухатись на захід, перетне пляжі в районах Іпанема, Барра-да-Тіжука та Резерва де Марапенді, та досягне петлі Понтал / Грумарі завдовжки 24,8 км. Зробивши 2 круги на цій петлі (49,6 з 141 км траси), гонщиці повернуться на схід по тій самій узбережній дорозі й досягнуть петлі Віста Шинеза в місцевості Гавеа завдовжки 25,7 км, де зроблять один круг завдовжки 25,7. Закінчиться гонка, як і починалась, в Форті Копакабана.

### Мапи групової шосейної гонки 2016
|  |  |  |

## Учасниці
В правих стовпчиках вказані країни, чиї велогонщиці кваліфікувались на Олімпіаду. В лівих стовпчиках вказані спортсменки, участь яких підтвердили відповідні країни.
| НОК                     | # Кількість | Підтверджені спортсменки                                            | Ref    |
| ----------------------- | ----------- | ------------------------------------------------------------------- | ------ |
| Австралія (AUS)         | 4           | Грейсі Елвін Кетрін Гарфут Рейчел Нейлан Аманда Спретт              | *      |
| Австрія (AUT)           | 1           | Мартіна Ріттер                                                      | *      |
| Азербайджан (AZE)       | 1           | Олена Павлюхіна                                                     | *      |
| Бельгія (BEL)           | 3           | Анн-Софі Дюк Лотте Копецкі Аніша Векеманс                           | [ 5 ]  |
| Білорусь (BLR)          | 1           | Олена Омелюсик                                                      | *      |
| Бразилія (BRA)          | 2           | Клемільда Фернандес Флавія Олівейра                                 | [ 6 ]  |
| Канада (CAN)            | 3           | Керо-Енн Кануель Лія Кірхман Тара Віттен                            | *      |
| Чилі (CHI)              | 1           | Паола Муньйос                                                       | *      |
| Колумбія (COL)          | 1           | Ана Санабріа                                                        | *      |
| Куба (CUB)              | 1           | Арленіс Сьєрра                                                      | *      |
| Кіпр (CYP)              | 1           | Антрі Хрістофору                                                    | *      |
| Іспанія (ESP)           | 1           | Ане Сантестебан                                                     | [ 7 ]  |
| Фінляндія (FIN)         | 1           | Лотта Лепісто                                                       | [ 8 ]  |
| Франція (FRA)           | 2           | Полін Ферран-Прево Одрі Кордон                                      | [ 9 ]  |
| Велика Британія (GBR)   | 3           | Ліззі Армістед Ніккі Гарріс Емма Пулі                               | *      |
| Німеччина (GER)         | 4           | Ліза Бреннауер Ромі Каспер Клаудія Ліхтенберг Тріксі Воррак         | *      |
| Ізраїль (ISR)           | 1           | Шані Блох                                                           | *      |
| Італія (ITA)            | 4           | Еліза Лонго Боргіні Джорджія Бронзіні Татьяна Гудерцо Елена Чеккіні | *      |
| Японія (JPN)            | 1           | Ері Йонаміне                                                        | *      |
| Південна Корея (KOR)    | 1           | На А-Рим                                                            | *      |
| Литва (LTU)             | 1           | Дайва Тушлайте                                                      | *      |
| Люксембург (LUX)        | 2           | Крістін Маєрус Шанталь Гофман                                       | *      |
| Мексика (MEX)           | 1           | Кароліна Родрігес                                                   | *      |
| Намібія (NAM)           | 1           | Вера Едріан                                                         | *      |
| Нідерланди (NED)        | 4           | Маріанне Вос Анна ван дер Брегген Еллен ван Дайк Аннемік ван Влетен | [ 10 ] |
| Норвегія (NOR)          | 1           | Віта Гейне                                                          | *      |
| Нова Зеландія (NZL)     | 1           | Лінда Мелані Віллюмсен Серуп                                        | *      |
| Польща (POL)            | 3           | Катаржина Невядома Малгожата Ясінська Анна Пліхта                   | *      |
| ПАР (RSA)               | 2           | Ешлі Мулман Ан-Лі Преторіус                                         | *      |
| Росія (RUS)             | 1           | Ольга Забелінська                                                   | *      |
| Словенія (SLO)          | 1           | Полона Батагель                                                     | *      |
| Швейцарія (SUI)         | 1           | Йоланда Нефф                                                        | [ 12 ] |
| Швеція (SWE)            | 3           | Емма Юганссон Сара Мустонен Емілія Фалін                            | [ 13 ] |
| Таїланд (THA)           | 1           | Джутатіп Маніпхан                                                   | *      |
| Китайський Тайбей (TPE) | 1           | Хуан Тін Їн                                                         | *      |
| Україна (UKR)           | 1           | Ганна Соловей                                                       | *      |
| США (USA)               | 4           | Мара Ебботт Крістін Армстронг Меган Гарньє Евелін Стівенс           | *      |
| Венесуела (VEN)         | 1           | Дженніфер Сезар                                                     | *      |

* ref:
Перевищення часової межі (OTL)Згідно з правилами Міжнародного союзу велосипедистів (UCI) для одноденних шосейних гонок (стаття 2.3.039), «Для будь-якого велогонщика, що перевищив час переможця більш як на 5 % місце у фінальному протоколі не зазначається».

## Результати

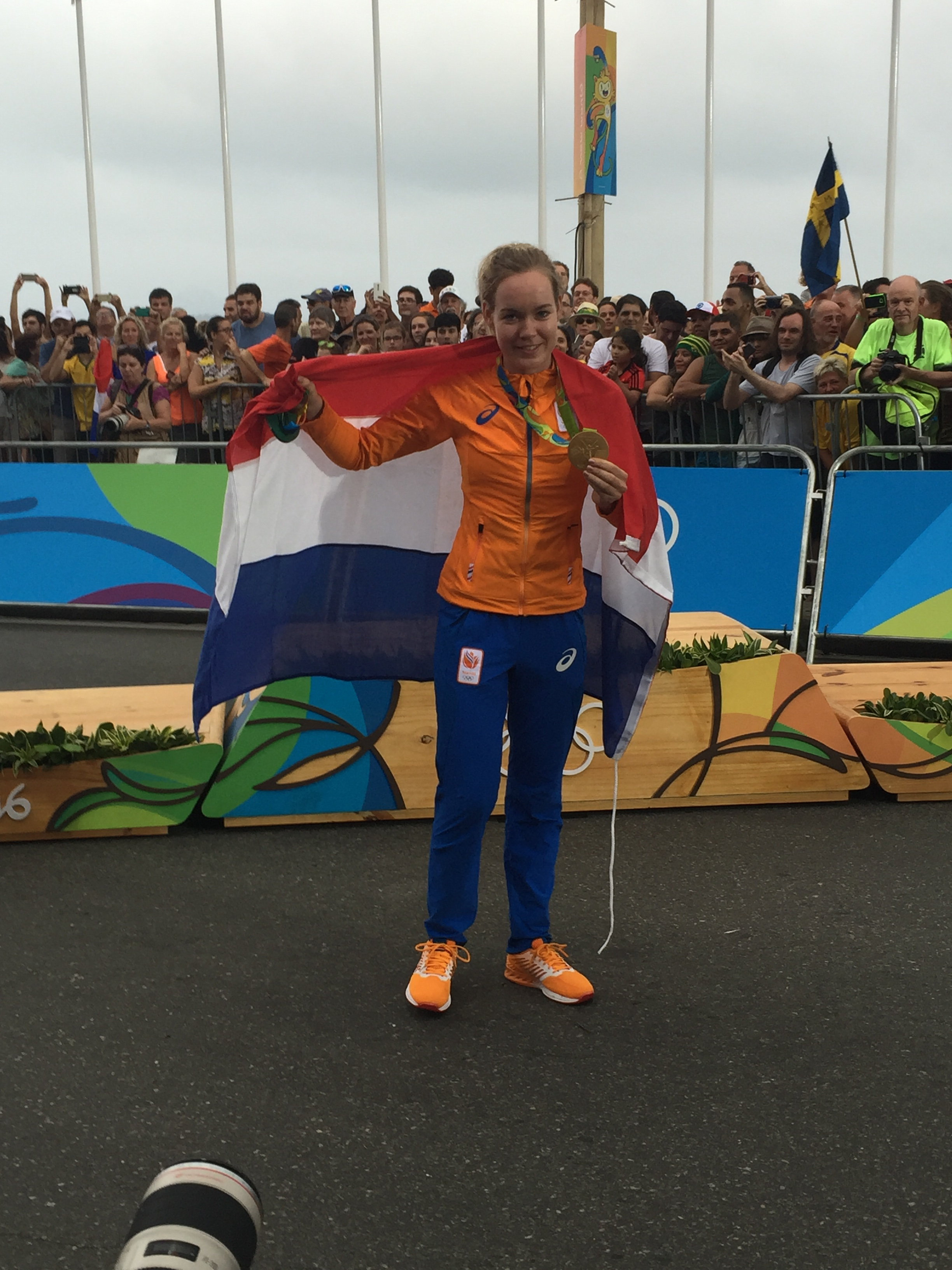
Переможниця Анна ван дер Брегген

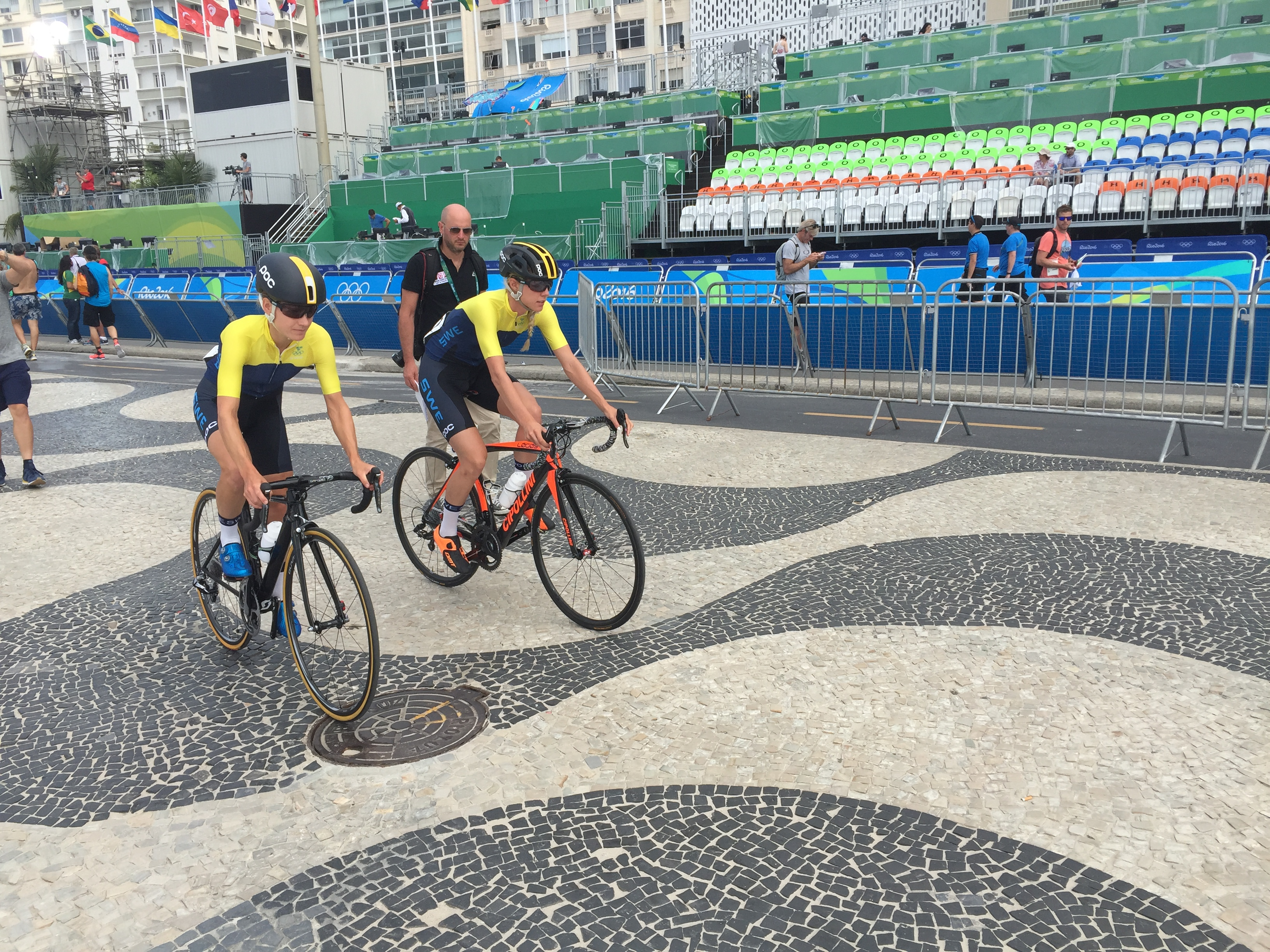
Емма Юганссон (ліворуч) фінішувала другою

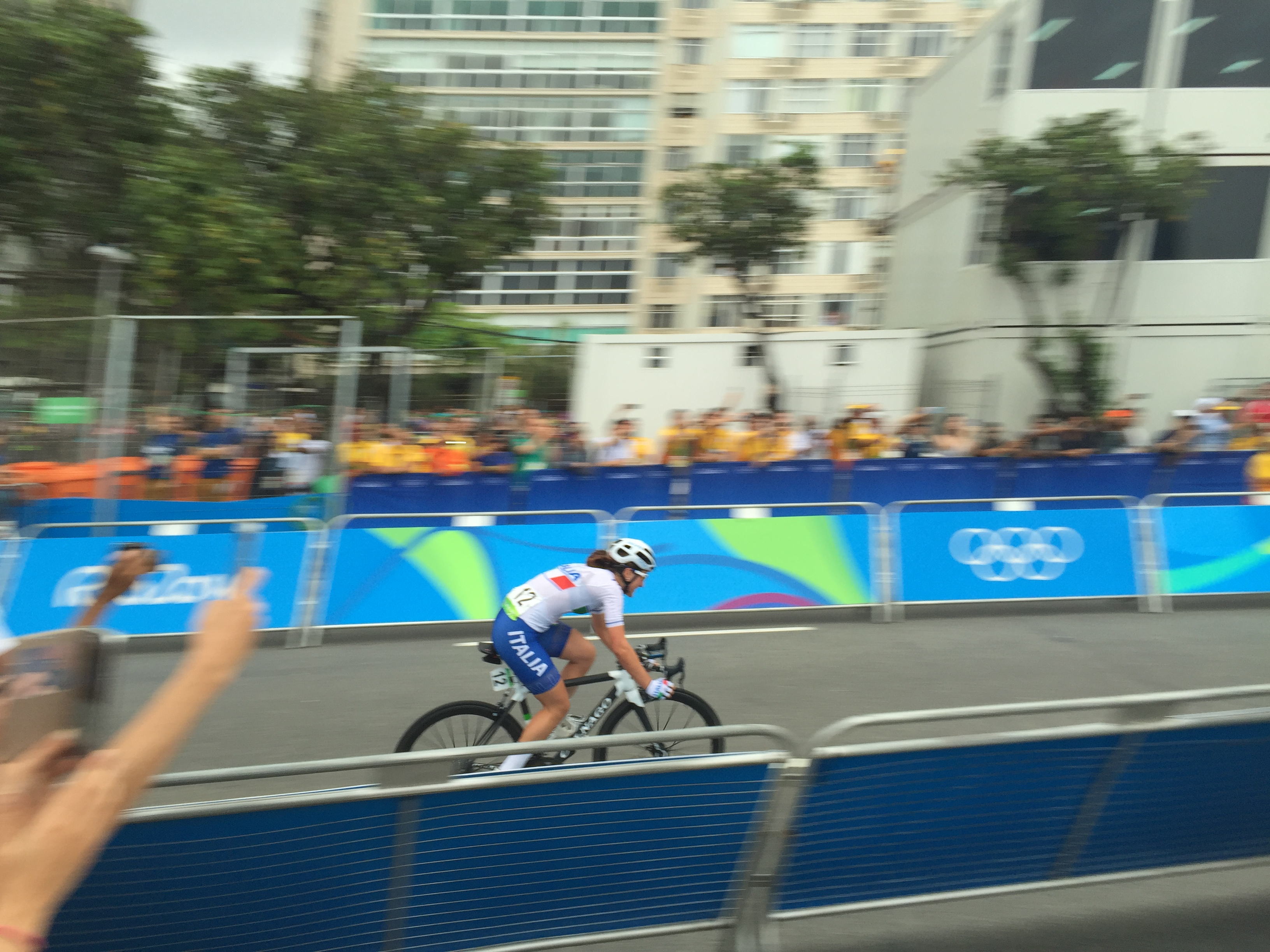
Еліза Лонго Боргіні фінішувала третьою

| Місце                          | Спортсменка                        | Час        |
| ------------------------------ | ---------------------------------- | ---------- |
| 1                              | Анна ван дер Брегген (NED)         | 3h 51' 27" |
| 2                              | Емма Юганссон (SWE)                | т.с.ч.     |
| 3                              | Еліза Лонго Боргіні (ITA)          | т.с.ч.     |
| 4                              | Мара Ебботт (USA)                  | + 4"       |
| 5                              | Ліззі Армістед (GBR)               | + 20"      |
| 6                              | Катаржина Невядома (POL)           | т.с.ч.     |
| 7                              | Флавія Олівейра (BRA)              | т.с.ч.     |
| 8                              | Йоланда Нефф (SUI)                 | т.с.ч.     |
| 9                              | Маріанне Вос (NED)                 | + 1' 14"   |
| 10                             | Ешлі Мулман-Pasio (RSA)            | т.с.ч.     |
| Фінальна класифікація (11– 50) |                                    |            |
| 11                             | Меган Гарньє (USA)                 | т.с.ч.     |
| 12                             | Евелін Стівенс (USA)               | + 1' 16"   |
| 13                             | Олена Омелюсик (BLR)               | + 2' 16"   |
| 14                             | Татьяна Гудерцо (ITA)              | + 2' 19"   |
| 15                             | Аманда Спретт (AUS)                | + 4' 09"   |
| 16                             | Ольга Забелінська (RUS)            | + 4' 25"   |
| 17                             | Ері Йонаміне (JPN)                 | + 4' 56"   |
| 18                             | Крістін Маєрус (LUX)               | + 5' 07"   |
| 19                             | Ліза Бреннауер (GER)               | т.с.ч.     |
| 20                             | Елена Чеккіні (ITA)                | т.с.ч.     |
| 21                             | Еллен ван Дайк (NED)               | т.с.ч.     |
| 22                             | Рейчел Нейлан (AUS)                | т.с.ч.     |
| 23                             | Лінда Мелані Віллюмсен Серуп (NZL) | т.с.ч.     |
| 24                             | Малгожата Ясінська (POL)           | т.с.ч.     |
| 25                             | Керо-Енн Кануель (CAN)             | т.с.ч.     |
| 26                             | Полін Ферран-Прево (FRA)           | т.с.ч.     |
| 27                             | Емілія Фалін (SWE)                 | + 6' 36"   |
| 28                             | Арленіс Сьєрра (CUB)               | т.с.ч.     |
| 29                             | Аніша Векеманс (BEL)               | т.с.ч.     |
| 30                             | На А-Рим (KOR)                     | т.с.ч.     |
| 31                             | Клаудія Ліхтенберг (GER)           | т.с.ч.     |
| 32                             | Полона Батагель (SLO)              | т.с.ч.     |
| 33                             | Віта Гейне (NOR)                   | + 7' 07"   |
| 34                             | Дайва Тушлайте (LTU)               | s.t        |
| 35                             | Олена Павлюхіна (AZE)              | + 7' 38"   |
| 36                             | Ганна Соловей (UKR)                | + 9' 35"   |
| 37                             | Одрі Кордон (FRA)                  | + 9' 37"   |
| 38                             | Лія Кірхман (CAN)                  | + 10' 02"  |
| 39                             | Ан-Лі Преторіус (RSA)              | т.с.ч.     |
| 40                             | Ана Санабріа (COL)                 | т.с.ч.     |
| 41                             | Анна Пліхта (POL)                  | т.с.ч.     |
| 42                             | Джорджія Бронзіні (ITA)            | + 10' 06"  |
| 43                             | Тріксі Воррак (GER)                | т.с.ч.     |
| 44                             | Ромі Каспер (GER)                  | + 10' 40"  |
| 45                             | Лотте Копецкі (BEL)                | т.с.ч.     |
| 46                             | Мартіна Ріттер (AUT)               | т.с.ч.     |
| 47                             | Ане Сантестебан (ESP)              | + 11' 32"  |
| 48                             | Шані Блох (ISR)                    | т.с.ч.     |
| 49                             | Грейсі Елвін (AUS)                 | + 11' 34"  |
| 50                             | Дженніфер Сезар (VEN)              | + 11' 51"  |
| 51                             | Лотта Лепісто (FIN)                | + 12' 07"  |
| 52                             | Ніккі Гарріс (GBR)                 | т.с.ч.     |
| 53                             | Емма Пулі (GBR)                    | + 17' 45"  |
| Перевищили часову межу         |                                    |            |
| –                              | Клемільда Фернандес (BRA)          | OTL        |
| –                              | Антрі Хрістофору (CYP)             | OTL        |
| Не фінішували                  |                                    |            |
| –                              | Аннемік ван Влетен (NED)           | DNF        |
| –                              | Крістін Армстронг (USA)            | DNF        |
| –                              | Кетрін Гарфут (AUS)                | DNF        |
| –                              | Тара Віттен (CAN)                  | DNF        |
| –                              | Сара Мустонен (SWE)                | DNF        |
| –                              | Анн-Софі Дюк (BEL)                 | DNF        |
| –                              | Шанталь Гофман (LUX)               | DNF        |
| –                              | Кароліна Родрігес (MEX)            | DNF        |
| –                              | Паола Муньйос (CHI)                | DNF        |
| –                              | Джутатіп Маніпхан (THA)            | DNF        |
| –                              | Вера Едріан (NAM)                  | DNF        |
| –                              | Мілагро Мена (CRC)                 | DNF        |
| Дискваліфікована               |                                    |            |
| –                              | Хуан Тін Їн (TPE)                  | DSQ        |